# Mystic River (Connecticut)
Der Mystic River, kurz Mystic, ist ein Fluss im Südosten des US-Bundesstaats Connecticut. 
Er fließt in den Long Island Sound und teilt den Ort Mystic in Groton und Stonington auf.

## Brücken über den Mystic River

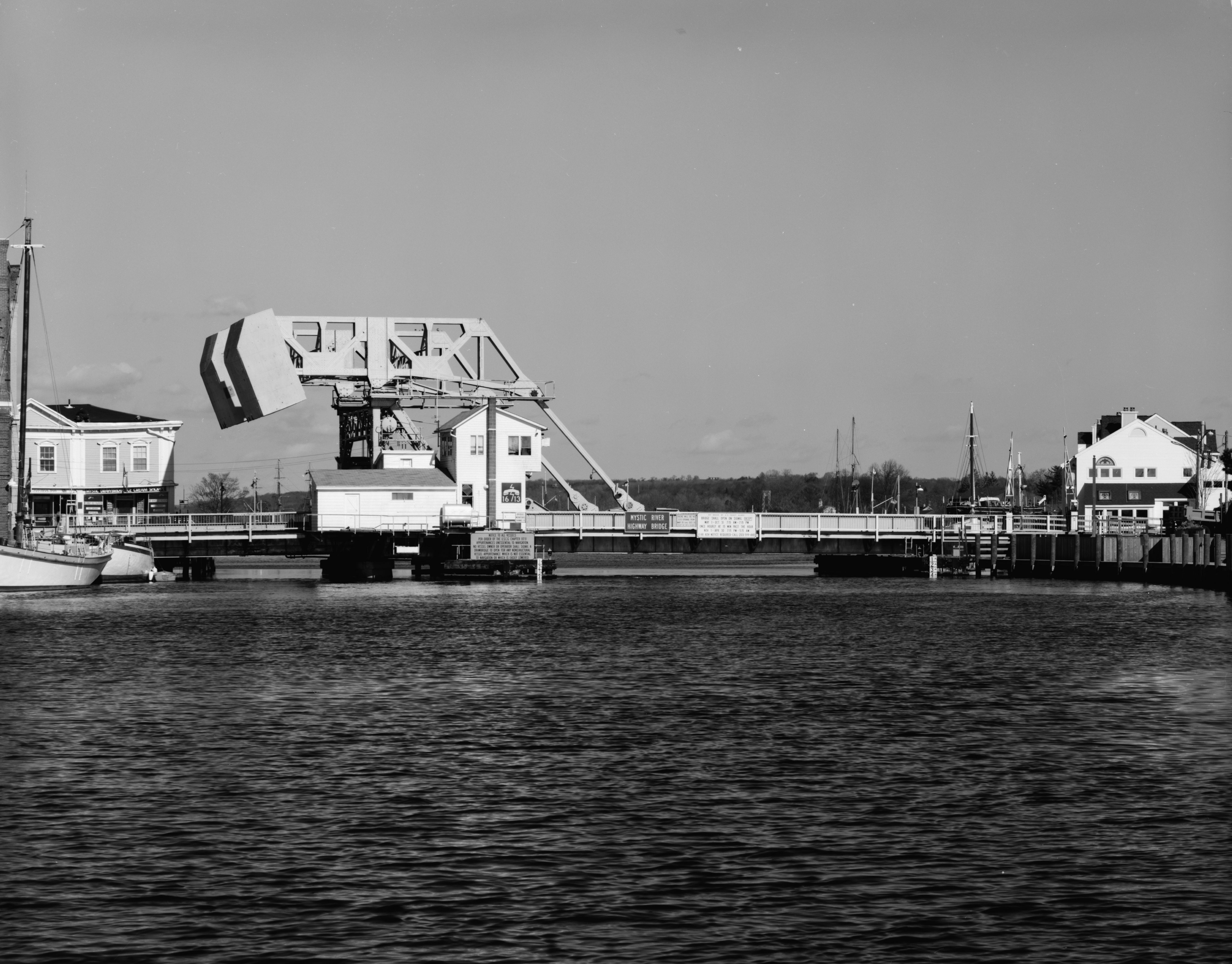
Klappbrücke über den Mystic River an der U.S. Highway 1 in Groton, Connecticut, USA.
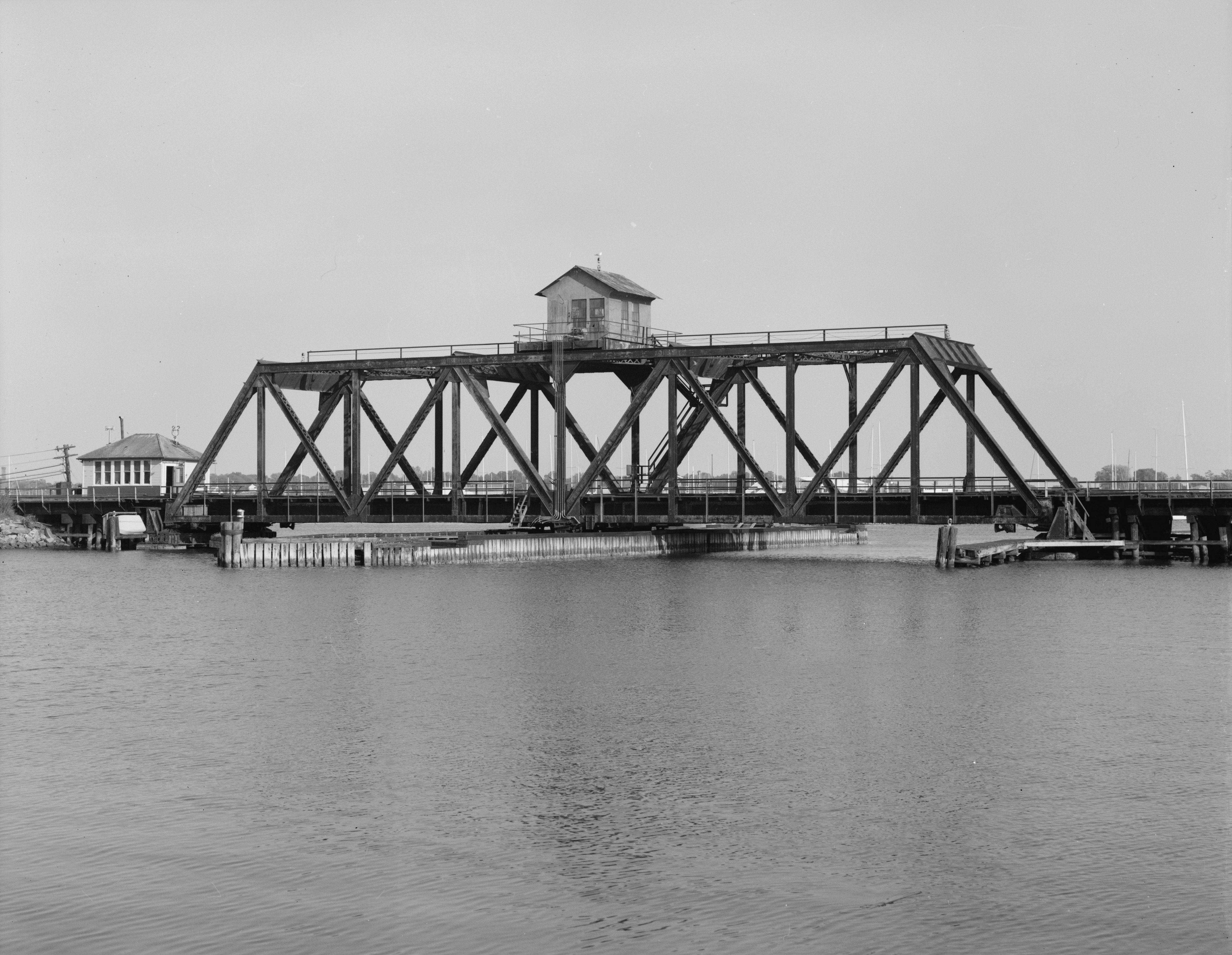
Geschlossene Drehbrücke über den Mystic River an der New York, New Haven & Hartford Railroad zwischen Groton und Stonington, Connecticut, USA.
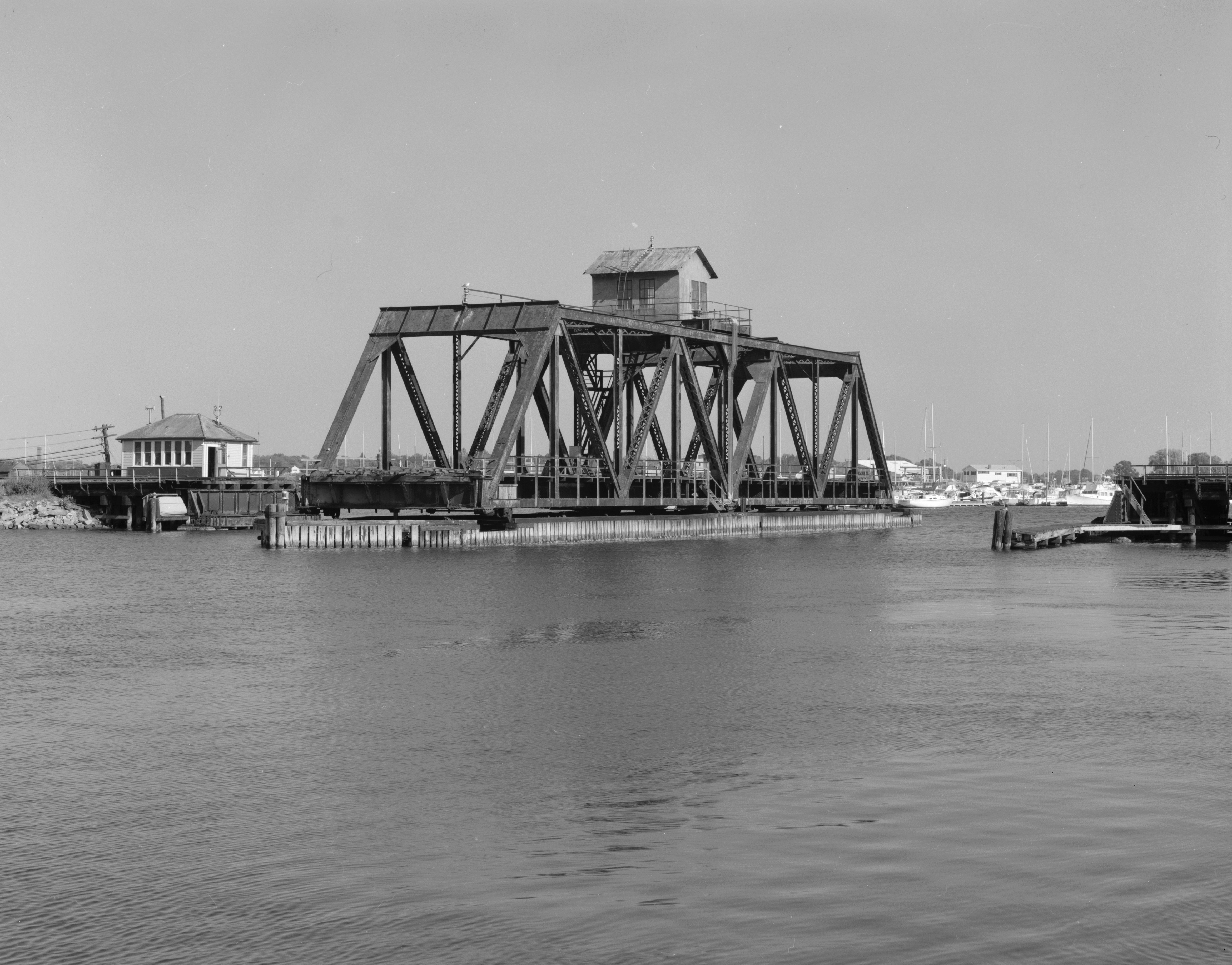
Geöffnete Drehbrücke über den Mystic River an der New York, New Haven & Hartford Railroad zwischen Groton und Stonington, Connecticut, USA.